# Lodní můstek

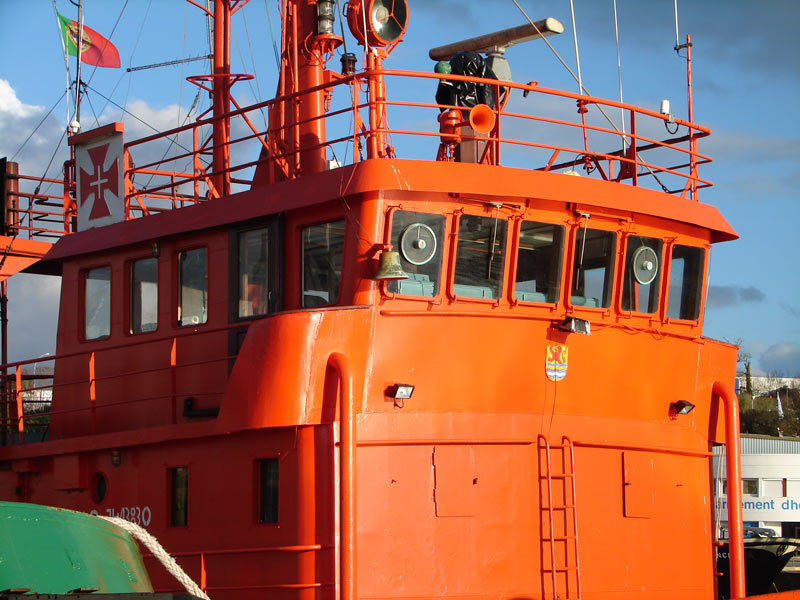
Lodní můstek na remorkéru Leão dos Mares vybavený klasickou kompasnicí, ale také radarovou anténou

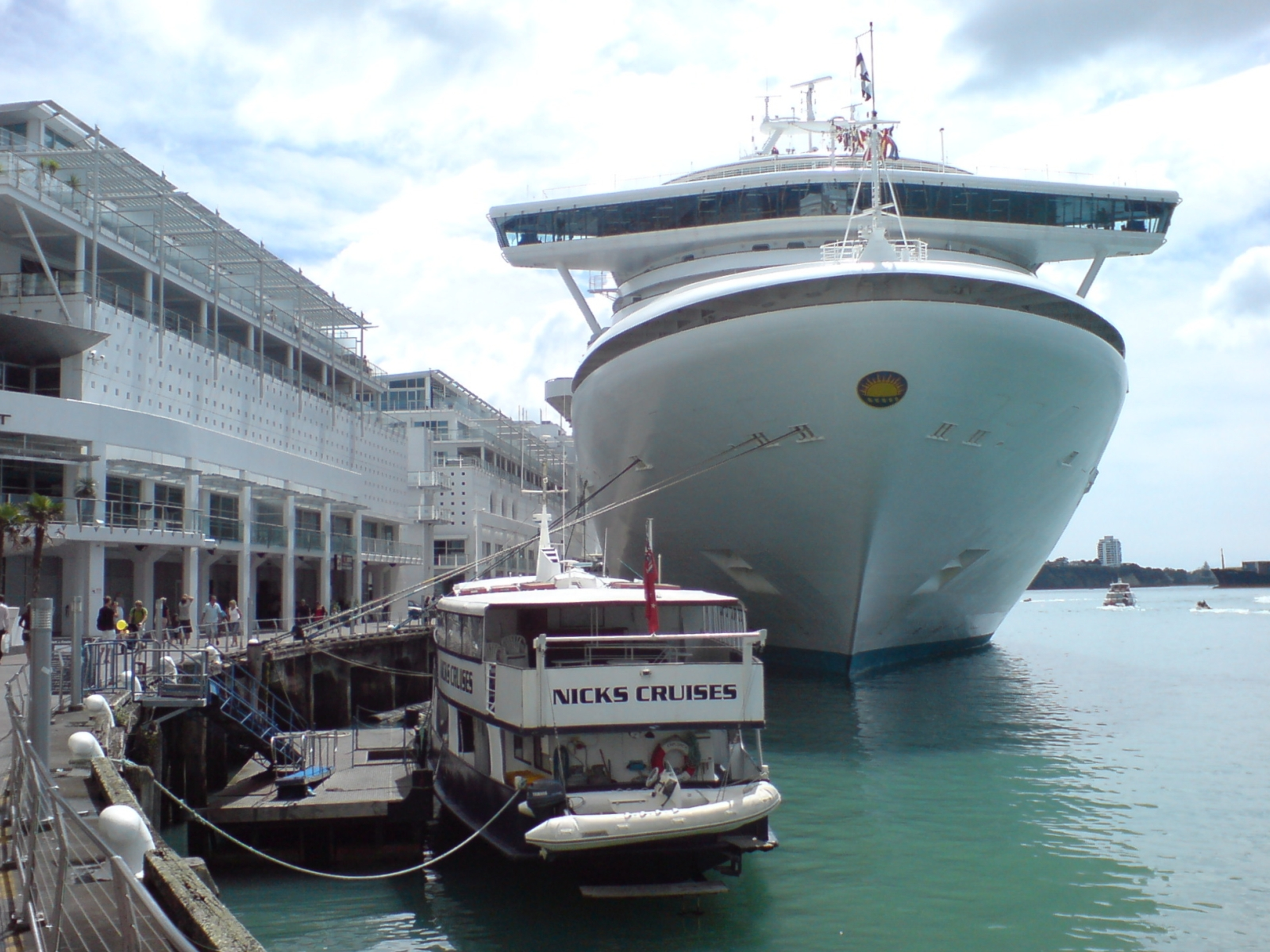
Lodní můstek na moderní výletní lodi, který umožňuje téměř 360stupňový výhled

Lodní můstek je místnost či prostor na palubě lodi, odkud lze danému plavidlu velet a řídit je. Klasický můstek na větších lodích míval oddělenou kormidelnu, kde bylo umístěno kormidelní kolo. Dnešní můstky již oddělenou kormidelnu nemají.
Při běžném plavebním režimu tvoří posádku na můstku lodní důstojník, jemuž pomáhá námořník sloužící jako hlídka. Při obtížných manévrech či v kritické situaci je na můsku přítomen kapitán a případně další důstojníci.

## Historie
Na plachetnicích velel kapitán tradičně ze zvýšené zádi. S příchodem kolesových parníků vznikla potřeba nějaké plošiny, z níž by bylo možné kontrolovat kolesa a kde by kolesové nástavby nerušily kapitánův výhled. Tak vznikla zvýšená lávka, doslova můstek, který spojoval obě kolesové nástavby. Poté, co kolesa nahradil lodní šroub, zůstal můstek zachován.

V dobách, kdy neexistovalo dálkové ovládání lodi, byly příkazy vydávané důstojníkem na můstku předávány na místa, odkud se přímo ovládala jednotlivá lodní zařízení, například kormidelníkovi do sousedící kormidelny a vrchnímu strojníkovi do strojovny, kam se příkazy přenášely pomocí lodního telegrafu.

## Současnost
Větší lodě, zejména válečné, mívají několik můstků. K běžnému řízení lodi slouží navigační můstek, zatímco vlajková loď bývá opatřena takzvaným admirálským můstkem, odkud může admirál vydávat strategické povely celému loďstvu, aniž přitom narušuje taktické velení kapitána lodi.
Moderní technika dálkového řízení umožnila ovládat celou loď přímo z můstku. Na současných válečných lodích se loď jako taková řídí z můstku, zatímco zbraňové systémy jsou ovládány z velitelského stanoviště umístěného v útrobách plavidla.